# Laneham
Laneham – wieś w Anglii, w hrabstwie Nottinghamshire. Leży 42 km na północny wschód od miasta Nottingham i 201 km na północ od Londynu.
W Laneham znajdują dwa puby oraz browar. Pub browaru „The Bees Knees” usytuowany jest w sercu wioski, natomiast „The Ferry Boat Inn” w „Church Laneham” znajduje się niedaleko rzeki Trent.